# Cliona kempi
Cliona kempi är en svampdjursart som beskrevs av Annandale 1915. Cliona kempi ingår i släktet Cliona och familjen borrsvampar. Inga underarter finns listade i Catalogue of Life.